# Drongan
Drongan est un village situé dans l’East Ayrshire, au sud-ouest de l’Écosse.